# Grande Prêmio do Cinema Brasileiro 2003
O Grande Prêmio do Cinema Brasileiro de 2003, organizado pela Academia Brasileira de Cinema, foi a premiação do cinema nacional que celebrou e premiou as obras cinematográficas lançadas de 1º de janeiro a 31 de dezembro de 2002. O evento foi realizado no Cine Odeon, no Rio de Janeiro, no dia 16 de dezembro de 2003. premiando os profissionais e filmes lançados comercialmente no último ano.
A premiação quase não ocorreu pela falta de patrocínio após a cerimônia de 2002 ser patrocinada pela BR Distribuidora.  A sua realização foi financiada por atores, produtores, técnicos, distribuidores e donos de salas de cinema. A festa de 2003 teve sua data adiada de 9 de dezembro para o dia 16 de dezembro.
A premiação teve como mestre de cerimônia, apresentada de forma póstuma, o ator José Lewgoy, falecido em fevereiro daquele ano. A apresentação do ator ocorreu após um ótimo trabalho de direção, edição e apresentação do diretor Ivan Sugahara e da companhia teatral Os Dezequilibrados. O homenageado daquela premiação foi o roteirista, montador e diretor de cinema e televisão Carlos Manga.
Dentre as obras premiadas da noite, Cidade de Deus, dirigido por Fernando Meirelles, foi a mais aclamada da cerimônia somando 16 indicações e vencendo em seis categorias. Outras obras muito premiadas na noite foram Madame Satã e O Invasor ambos com 15 indicações e recebendo cinco e quatro estatuetas respectivamente.

## Vencedores e indicados
Os nomeados para o Grande Prêmio do Cinema Brasileiro de 2003 foram anunciados pela Academia Brasileira de Cinema em 1 de novembro de 2003. Os vencedores estão em negrito.
| Melhor Longa-Metragem de Ficção | Melhor Direção |
| --- | --- |
| - Cidade de Deus – Andrea Barata Ribeiro, Maurício Andrade Ramos, Marc Beauchamps, Daniel Filho, Hank Levine, Vincent Maraval, Juliette Renaud, produtores - Dias de Nietzsche em Turim – Júlio Bressane, produtor - Houve uma Vez Dois Verões – Nara Goulart, Luciana Tomasi, produtores - Madame Satã – Marc Beauchamps, Isabel Diegues, Vincent Maraval, Maurício Andrade Ramos, Donald Ranvaud, Juliette Renaud, Walter Salles, produtores - O Invasor – Alexandre Borges, Renato Ciasca, Malu Mader, Paulo Miklos, Marco Ricca, Bianca Villar, Mariana Ximenes, produtores | - Fernando Meirelles – Cidade de Deus - Beto Brant – O Invasor - Eduardo Coutinho – Edifício Master - João Jardim e Walter Carvalho – Janela da Alma - Karim Aïnouz – Madame Satã |
| Melhor Atriz | Melhor Ator |
| - Marcélia Cartaxo – Madame Satã como Laurita - Débora Duboc – Latitude Zero como Lena - Júlia Lemmertz – As Três Marias como Maria Francisca - Marieta Severo – As Três Marias como Filomena Capadócio - Roberta Rodrigues – Cidade de Deus como Berenice | - Lázaro Ramos – Madame Satã como Madame Satã - Alexandre Borges – O Invasor como Gilberto - Leandro Firmino – Cidade de Deus como Zé Pequeno - Marco Ricca – O Invasor como Ivan Soares - Werner Schünemann – Netto Perde Sua Alma como General Netto |
| Melhor Atriz Coadjuvante | Melhor Ator Coadjuvante |
| - Mariana Ximenes – O Invasor como Marina - Alice Braga – Cidade de Deus como Angélica - Graziella Moretto – Cidade de Deus como Marina Cintra - Malu Mader – O Invasor como Cláudia/Fernanda - Renata Sorrah – Madame Satã como Vitória dos Anjos | - Paulo Miklos – O Invasor como Anísio - Douglas Silva – Cidade de Deus como Dadinho (Zé Pequeno criança) - Emiliano Queiroz – Madame Satã como Amador - Flávio Bauraqui – Madame Satã como Tabu - Jonathan Haagensen – Cidade de Deus como Cabeleira |
| Melhor Roteiro Original | Melhor Roteiro Adaptado |
| - Houve uma Vez Dois Verões – Jorge Furtado - Edifício Master – Eduardo Coutinho - Janela da Alma – João Jardim e Renée Castello Branco - Madame Satã – Karim Aïnouz, Marcelo Gomes, Maurício Zacharias e Sérgio Machado - Ônibus 174 – José Padilha | - Cidade de Deus – Bráulio Mantovani, baseado Cidade de Deus, de Paulo Lins - Latitude Zero – Di Moretti, inspirado na peça As Coisas Ruins da Nossa Cabeça de Fernando Bonassi - Netto Perde Sua Alma – Fernando Marés de Souza, Tabajara Ruas, Beto Souza, Rogério Brasil Ferrari e Lígia Walper baseado no romance Netto Perde Sua Alma de Tabajara Ruas - O Invasor – Marçal Aquino, Beto Brant e Renato Ciasca, adaptado do livro O Invasor de Marçal Aquino - Uma Vida em Segredo – Suzana Amaral, baseado no livro homônimo de Autran Dourado |
| Melhor Longa-Metragem Documentário | Melhor Longa-Metragem Estrangeiro |
| - Janela da Alma – João Jardim e Walter Carvalho - Edifício Master – Eduardo Coutinho - Onde a Terra Acaba – Sérgio Machado - Ônibus 174 – José Padilha - Rocha que Voa – Eryk Rocha - Viva São João! – Andrucha Waddington | - Fale Com Ela (Espanha) – Pedro Almodóvar - Assassinato em Gosford Park (Reino Unido) – Robert Altman - Cidade dos Sonhos (Estados Unidos) – David Lynch - O Fabuloso Destino de Amélie Poulain (França) – Jean-Pierre Jeunet - Pantaleão e As Visitadoras (Peru) – Francisco José Lombardi - Uma História Real (Estados Unidos) – David Lynch |
| Melhor Direção de Arte | Melhor Fotografia |
| - Madame Satã – Marcos Pedroso - Cidade de Deus – Tulé Peak - O Invasor – Yukio Sato - Uma Onda no Ar – Vera Hamburguer - Uma Vida em Segredo – Adrian Cooper | - Cidade de Deus – César Charlone - Janela da Alma – Walter Carvalho - Madame Satã – Walter Carvalho - O Invasor – Toca Seabra - Uma Vida em Segredo – Lauro Escorel |
| Melhor Figurino | Melhor Maquiagem |
| - Madame Satã – Rita Murtinho - Cidade de Deus – Bia Salgado e Inês Salgado - Houve uma Vez Dois Verões – Rosângela Cortinhas - O Invasor – Juliana Prysthon - Sonhos Tropicais – Marisa Guimarães - Uma Vida em Segredo – Marjorie Gueller | - Madame Satã – Sonia Penna - As Três Marias – Martín Macías Trujillo - Cidade de Deus – Anna Van Steen - O Invasor – Gabi Moraes - Uma Vida em Segredo – Vavá Torres |
| Melhor Som | Melhor Trilha Sonora |
| - Cidade de Deus – Guilherme Ayrosa, Paulo Ricardo Nunes, Alessandro Laroca, Alejandro Quevedo, Carlos Honc, Adam Aawelson, Roland N. Thai, Rudy Pi e Adam Sawelson - Janela da Alma – Heron Alencar, Waldir Xavier e Tom Paul - Madame Satã – Aloysio Compasso, Waldir Xavier e Dominique Hennequin - O Invasor – Louis Robin, Roberto Ferraz e Armando Torres Jr. - Ônibus 174 – Aloysio Compasso, Waldir Xavier, Denilson Campos e Armando Torres Jr. - Viva São João! – Jorge Saldanha, Miriam Biderman, Rodrigo de Noronha, Tom Capone e Álvaro Alencar                    | - O Invasor – Sabotage, Rica Amabis, Tejo Damasceno e Daniel Ganjaman - As Três Marias – André Abujamra - Cidade de Deus – Antonio Pinto e Ed Côrtes - Janela da Alma – José Miguel Wisnik - Madame Satã – Marcos Suzano e Sacha Amback |
| Melhor Montagem | Melhor Curta-Metragem Ficção |
| - Cidade de Deus – Daniel Rezende - Janela da Alma – João Jardim e Karen Harley - Madame Satã – Isabela Monteiro de Castro - O Invasor – Manga Campion - Ônibus 174 – Felipe Lacerda | - Morte – José Roberto Torero |
| Melhor Curta-Metragem Documentário | Melhor Curta-Metragem Animação |
| - Como se Morre no Cinema – Luelane Corrêa | - A Lasanha Assassina – Alê McHaddo |

### Filmes com mais indicações e prêmios
| Indicações | Filme                     |
| ---------- | ------------------------- |
| 16         | Cidade de Deus            |
| 15         | Madame Satã               |
| 15         | O Invasor                 |
| 7          | Janela da Alma            |
| 5          | Uma Vida em Segredo       |
| 4          | As Três Marias            |
| 4          | Ônibus 174                |
| 3          | Edifício Master           |
| 3          | Houve uma Vez Dois Verões |

| Vitórias | Filme          |
| -------- | -------------- |
| 6        | Cidade de Deus |
| 5        | Madame Satã    |
| 4        | O Invasor      |